# نبرد نخجوان (۱۴۰۶)
نبرد نخجوان، نبردی بین قراقویونلوها تحت حکومت بیگ‌شان، قرایوسف خان و تیموری‌ها زیر نظر نوهٔ تیمور، ابوبکر پسر میران‌شاه برای کنترل آذربایجان در تاریخ ۱۴ اکتبر ۱۴۰۶ میلادی بود. قرایوسف خان، تیموری‌ها را شکست سختی داد و تبریز که پایتخت آذربایجان بود را فتح نمود.

## جنگ
پس از این که خلیل میرزا پادشاه امپراتوری تیموری شد، برادرش ابوبکر پسر میران‌شاه همراه لشکریانش به سوی آذربایجان راهی شد و نیروهای سلطان احمد جلایر را بیرون راند. با این حال او در ۱۴ اکتبر سال ۱۴۰۶ میلادی با نیروهای قرایوسف در ناحیهٔ نخجوان در نزدیکی رود ارس وارد نبرد شد، از جزئیات نبرد اطلاعی در دست نیست اما تیموری‌ها شکست سختی خوردند.